# Quofestive - Live at the O2 Arena 2011
Quofestive - Live at the O2 Arena 2011 è un album dal vivo della rock band inglese Status Quo, pubblicato nel dicembre del 2011.

## Il disco
Questo CD è stato messo in vendita sul posto a partire da 10 minuti dalla fine del concerto, oppure su prenotazione e spedizione per posta.

## Tracce
Disco 1
1. Caroline - 6:25 - (Rossi/Young)
2. Something 'Bout You Baby I Like - 2:16 - (R. Supa)
3. The Wanderer - 4:26 - (Maresca)
4. Rock 'n' Roll 'n' You - 3:17 - (Rossi/Bown)
5. Rain - 4:45 - (Parfitt)
6. Mean Girl - 1:52 - (Rossi/K. Young)
7. Beginning of the End - 3:54 - (Rossi/Edwards)
8. Proposin' Medley (What You're Proposin; Down the Dustpipe; Little Lady; Red Sky; Dear John; Big Fat Mama - 12:25 - (autori vari)
9. Two Way Traffic - 3:38 - (Rossi/Edwards)
10. The Oriental - 5:00 - (Rossi/Edwards)
11. Paper Plane - 5:01 - (Rossi/Young)

Disco 2
1. Living On An Island - 2:57 - (Parfitt/Young)
2. In the Army Now - 4:06 - (Bolland/Bolland)
3. Drum Solo - 2:35 - (Letley)
4. Roll Over Lay Down - 5:49 - (Coghlan/Parfitt/Lancaster/Rossi/Young)
5. Down Down - 6:45 - (Rossi/Young)
6. Whatever You Want - 5:32 - (Bown/Parfitt)
7. Rockin' All Over the World - 5:45 - (Fogerty)
8. Burning Bridges - 2:30 - (Rossi/Bown)
9. Walking In A Winter Wonderland-Santa Clause Is Coming To Town-(con Roy Wood e Kim Wilde) - 5:43 - (autori vari)

## Formazione
- Francis Rossi (chitarra solista, voce)
- Rick Parfitt (chitarra ritmica, voce)
- Andy Bown (tastiere, armonica a bocca, chitarra, cori)
- John 'Rhino' Edwards (basso, chitarra, voce)
- Matt Letley (percussioni)